# Método de las diferencias finitas
En análisis numérico, el método de las diferencias finitas es utilizado para calcular de manera numérica las soluciones a las ecuaciones diferenciales usando ecuaciones diferenciales finitas para aproximar derivadas.

## Ejemplo básico de ecuación de diferencias finitas en economía
Una ecuación sencilla en diferencias finitas 
| {\displaystyle \ Y_{t+2}-Y_{t}=0} |

La solución se ensaya por tanteo o aproximación
| {\displaystyle \ Y_{t+2}=r^{2}} |
| {\displaystyle \ Y_{t}=r}       |

Sustituyendo en la ecuación inicial
| {\displaystyle \ r(r-1)=0\Rightarrow r=1;r=0} |

La solución será 
| {\displaystyle \ Y_{t}=1^{t}} |

Resolvemos {\displaystyle Y_{t+2}}
| {\displaystyle \ Y_{t+2}=1^{t+2}=1^{t}1^{2}} |

Comprobamos si la solución es correcta
| {\displaystyle \ 1^{t}-1^{t}=0} |

Escribimos la solución general
| {\displaystyle \ Y_{t}=c_{1}1^{t}} |

{\displaystyle c_{1}} expresa una combinación lineal de la solución

Si analizamos el Wronskiano de soluciones particulares obtendremos para t=0 y t=1
{\displaystyle A(0,1)={\begin{bmatrix}1&1\\1&1\\\end{bmatrix}}=1-1=0}
Si el Wronskiano es cero, no podemos determinar una solución correcta.

El método para resolver 
| {\displaystyle \ y''-y'=0} |

es idéntico pero la solución general se escribe en función del número e.